# Croton subcoriaceus
Croton subcoriaceus là một loài thực vật có hoa trong họ Đại kích. Loài này được Jabl. mô tả khoa học đầu tiên năm 1965.